# 핀우그리아족

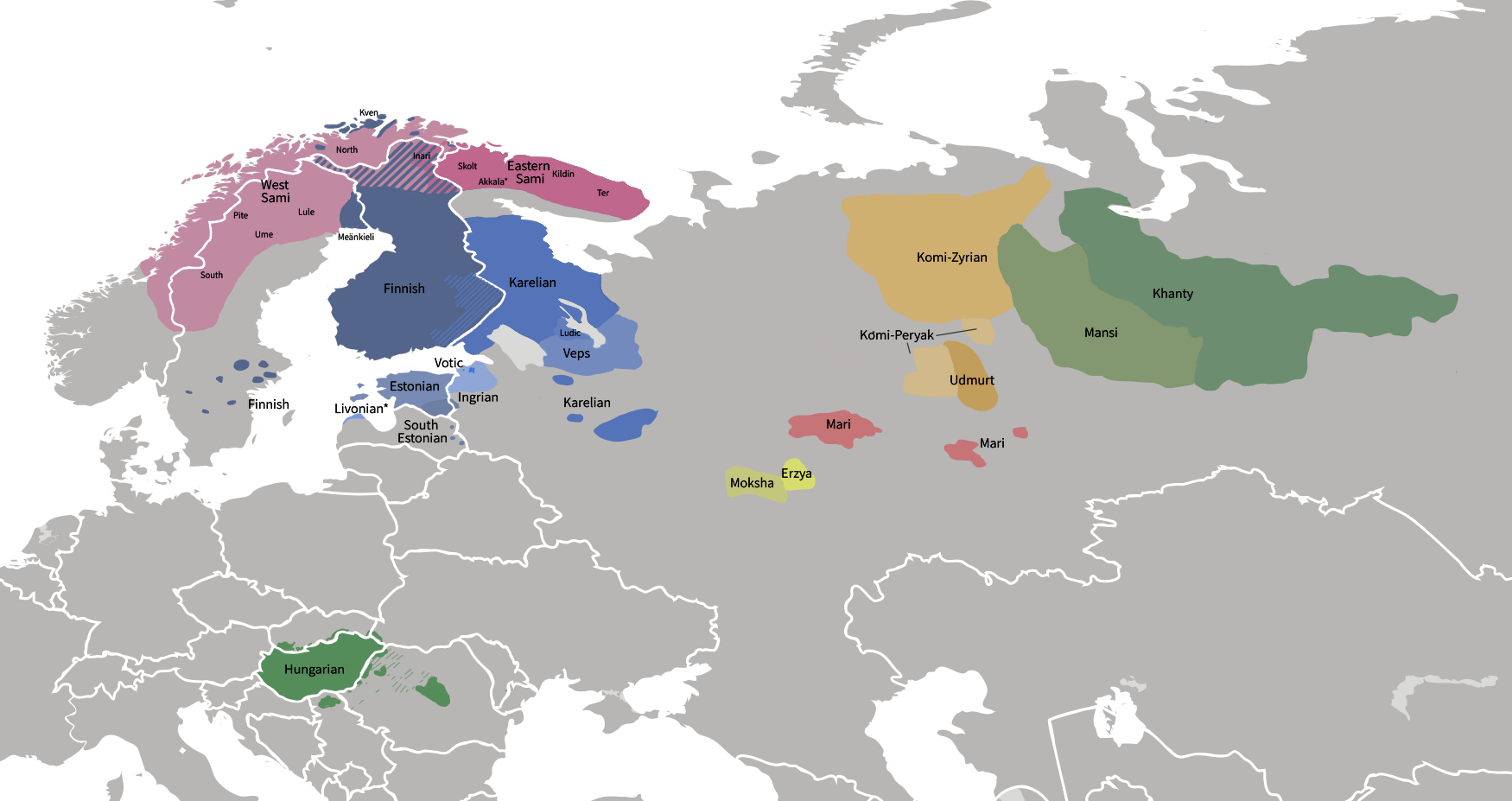

핀-우그리아족은 핀우그리아어파 언어를 쓰는 민족들을 묶어서 일컫는 말이다. 헝가리인, 핀인, 에스토니아인, 모르드빈인 등을 가리킨다.